# Biekowo
Biekowo – osiedle typu miejskiego w Rosji, w obwodzie penzeńskim. W 2010 roku liczyło 6941 mieszkańców.